# Kenneth E. Tovo
Kenneth Ernest Tovo (né le 21 mars 1961) est un général de l'Armée de terre des États-Unis. En tant que lieutenant-général, il dirige le Commandement des opérations spéciales (USASOC),. Il est diplômé de l'Académie Militaire américaine en 1983. Il a exercé de nombreux commandements (US Southern Command, Commandement central des opérations spéciales, commandement des opérations spéciales en Europe, chef d'état-major, Mission de formation de l'OTAN en Afghanistan, etc.,